# Baoneng Center
Le Baoneng Center est un gratte-ciel en construction à Shenzhen en Chine. Il s'élèvera à 327 mètres. 